# Vil·la Matilde
La Vil·la Matilde és un edifici modernista situat als carrers de Portolà i de Claudi Sabadell, al barri del Putxet de Barcelona. Està catalogat com a bé cultural d'interès local, i actualment, el jardí de la finca està obert al públic, amb el nom de Jardins de Portolà.

## Història
A finals del segle xviii, aquestes terres, situades al vessant nord del turó de Puidalsen (actualment del Putxet), eren unes vinyes conreades per Pere Daura i Rosa Cerdà. El 1888, la propietària Rosa de Portolà i Guinart (1821-1890), vídua del terratinent Casimir de Gomis i de Ros, va encarregar al mestre d'obres Alexandre Perich el projecte d'urbanització de la zona, que fou aprovat el 1891, pocs mesos després de la seva mort. Això el va fer retardar, però el carrer que porta el seu nom ja era urbanitzat en el primer terç del segle xx.
El 1910, en una de les parcel·les es va construir un habitatge unifamiliar, del que no se'n coneix ni l'arquitecte ni el propietari. Cinc anys abans, s'hi havia edificat la Torre Àngela Ferreres pràcticament al davant, i totes dues són representatives d'aquesta urbanització. Posteriorment va allotjar el Col·legi Major Montseny i després el Centre l’Alba.

## Descripció
Es tracta d'un edifici aïllat, en un solar prou gran del que només n'ocupa un tram reduït, i la resta està destinat a pati i jardí. Consta de dos cossos diferenciats: el primer, que dona a la cantonada dels carrers de Claudi Sabadell i Portolà, és més petit i compta amb planta baixa, planta principal i terrassa superior. L'altre, ja integrat plenament al pati i jardins, és més alt i gran en general. En cada planta hi ha obertures allargades on ressalta l'ús de maó vist en les llindes superiors i en els basaments de cadascuna. Altres franges de maó vist es troben integrades aleatòriament en les façanes i fins i tot sota els ràfecs i combinades amb amplis buits d'estucat allisat. Els balcons són poc nombrosos en el conjunt i tenen un sòl de ceràmica vidrada; compten amb unes baranes amb una forja complexa, de motius probablement vegetals.

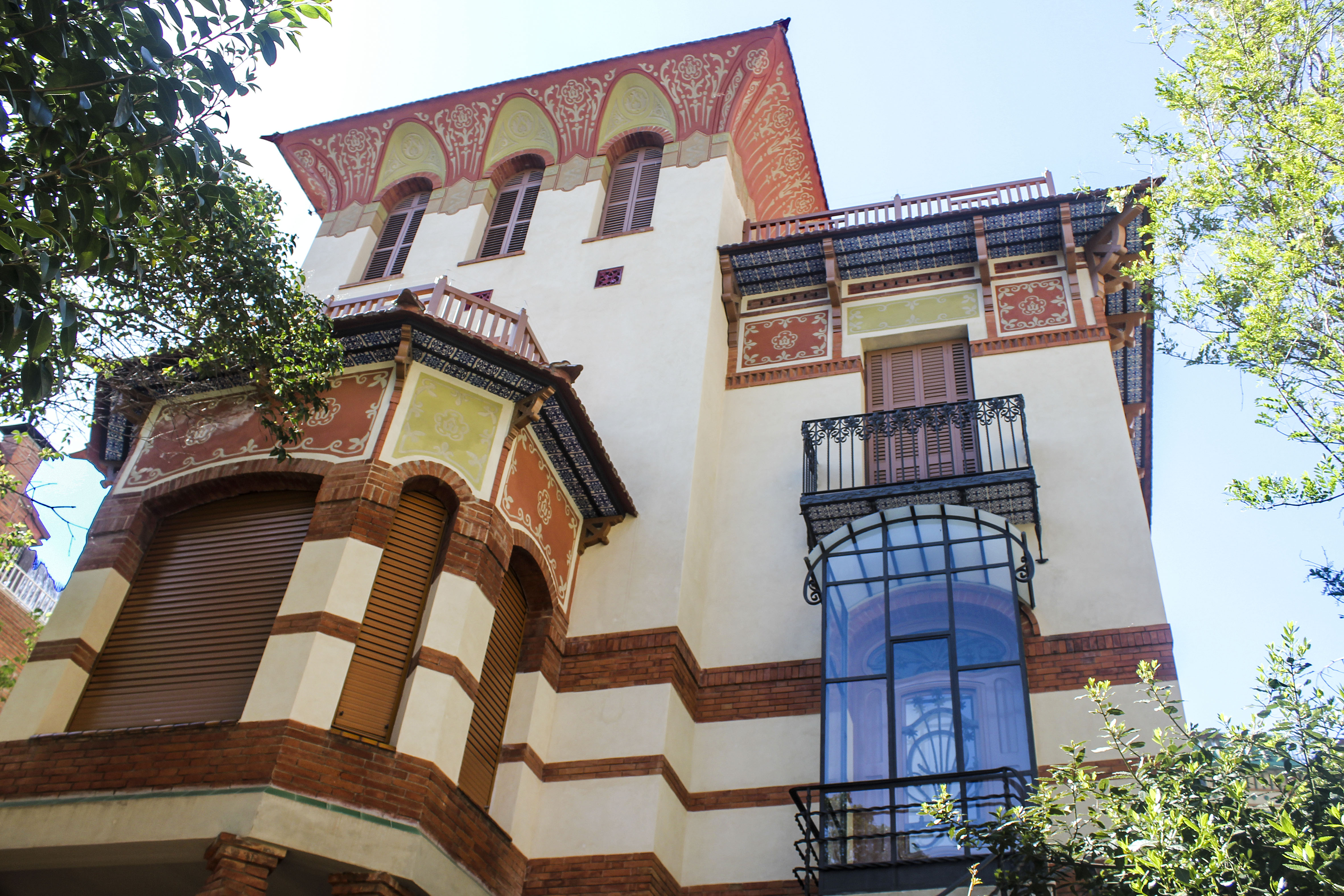
Vista des del pati

El mateix tipus de ceràmica vidrada també es troba sota la cornisa del cos més baix, combinat amb mènsules de fusta i que en conjunt, donen aspecte d'enteixinat, mentre que al cos més alt, les parets de la façana passen a formar un aleró en forma corbada, amb la cornisa totalment decorada amb esgrafiats color teula de motius florals. Un altre element interessant és una tribuna que mira al pati, subjectada amb quatre pilars recargolats amb maó vist. El fris per sobre les obertures estretes és també policrom, presenta motius florals i garlandes i es troba coronat amb una cornisa de la mateixa factura que el mòdul més alt. Per sobre, es troba una balconada a la qual s'accedeix des d'una àmplia finestra.